# Karel Pyck
Karel Pyck (Torhout, 13 maart 1938 - Leuven, 5 februari 2022) was een Belgische psychiater.
Hij doceerde tussen 1970 en 2001 kinder- en jeugdpsychiatrie aan de KU Leuven.
Hij richtte mee de klinische afdeling van de jeugdpsychiatrie in het UZ Gasthuisberg op en tevens het vertrouwenscentrum "Kind en Gezin in Nood" te Leuven.
In 2001 ging hij met emeritaat.

## Publicaties
Hij schreef onder andere het boek "Misbruik en macht".